# Tapeinidium luzonicum
Tapeinidium luzonicum là một loài thực vật có mạch trong họ Dennstaedtiaceae. Loài này được (Hook.) K.U. Kramer miêu tả khoa học đầu tiên năm 1968.